# Trattbägarkulturen

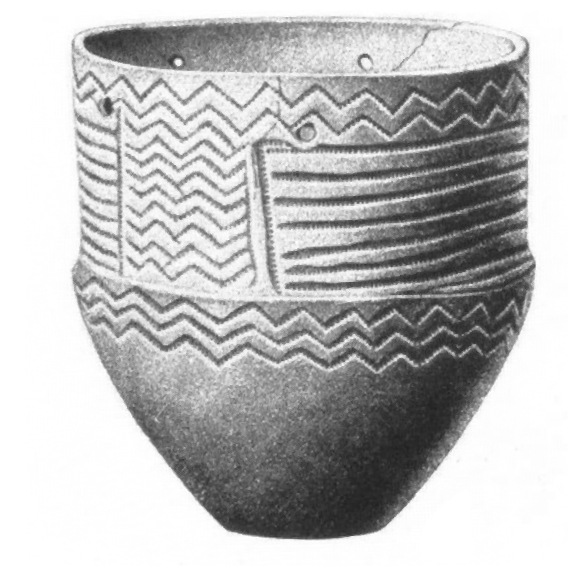
Trattbägare från Skåne.

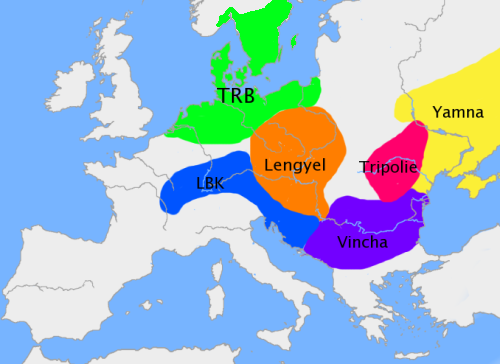
Bandkeramiska stenålders-kulturer ca 3500 f.Kr. TRB=Trattbägarkultur.

Trattbägarkulturen var den första jordbrukskulturen i Norden. Den omfattade ett relativt stort område, från Nederländerna till Polen samt ända upp till Tröndelag i Norge och Dalälven i Sverige. Området kan uppdelas i flera relativt fristående områden som utvecklades åt olika håll, där nordgruppen avser södra Skandinavien som hade en mycket likartad utveckling och homogen kultur.
Till Sverige och övriga delar av södra Skandinavien kom den cirka 4000 f.Kr. Trattbägarkulturen är egentligen två skilda men närbesläktade kulturer, med påtagliga likheter dem emellan men också viktiga olikheter. Den äldre kulturfasen är samtida med tidsperioden tidigneolitikum och den yngre fasen är samtida med den äldre delen av mellanneolitikum. I östra Mellansverige ersätts trattbägarkulturen av den gropkeramiska kulturen vid övergången till mellanneolitikum i hela östra Sverige. I Östergötland och Sörmland finns dock tecken på att de båda kulturerna samexisterat under en period. Under den yngre perioden förekommer Trattbägarkultur endast i södra Sverige. Förhållandet mellan trattbägarkulturen och den gropkeramiska kulturen i östra Sverige påminner om relationen i Danmark mellan den vanliga trattbägarkeramiken och Valby-keramik. När den yngre trattbägarkulturen upphör runt 2900 f.Kr. ersätts den av stridsyxekulturen som, bortsett från enkla primitiva kopior av skafttungepilar i mycket begränsat antal, saknar konkreta likheter med trattbägarkulturen.
Begreppet trattbägarkultur skapades av den polske arkeologen Konrad Jażdżewski 1930 som benämning på ett antal likartade kulturer i norra Europa. Jażdżewski delade in trattbägarkulturen i fyra olika geografiska grupper: nord, syd, väst och öst. Då Jażdżewski gjorde sin indelning av trattbägarkulturen var inga trattbägarboplatser kända norr om Skåne. Hembygdsforskaren och folkskolläraren K A Karlinder hade dock sedan början av 1920-talet genomfört utgrävningar i Nyskottet i Altuna socken. Som amatörarkeolog hade dock Karlinder svårigheter att typbestämma materialet. Karlinders arbete uppmärksammades av Axel Bagge som företog undersökningar i Nyskottet från 1934. Bagge klassificerade trattbägarfynden i Nyskottet som "döstida snörkeramik". 1935 undersökte Bagge ytterligare två trattbägarboplatser, Vallby och Rosenlund i Närke. Samma år kom Sten Florin oberoende av Bagge att undersökta två trattbägarlokaler i Södermanland, Östra Vrå och Brokarn, för att 1936 även undersöka ytterligare två boplatser i Sörmland, Mogetorp och Stora Toltorp. Resultaten kom att uppmärksammas av Carl Johan Becker i hans standardverk om tidigneolitisk trattbägarkultur 1948. Internationellt kom dock inte de mellansvenska trattbägarlokalerna att uppmärksammas, främst för att de inte ingick i Jażdżewskis ursprungliga klassificering av trattbägarkulturens olika grupper. Länge var Nyskottet den enda kända trattbägarboplatsen längs Enköpingsåsens sträcking genom Upplands inland. Under revideringsinventeringarna på 1980- och 1990-talen påträffades dock en mängd boplatser längs åsens sträckning norrut. Efter Enköpingsåsens övergång i Gävleåsen har ett antal trattbägarlokaler senare påträffats, bland annat en vid Östa och en boplats i Kallmossen utanför Tärnsjö som undersöktes 2000-2001.

## Neolitiseringen
Neolitiseringen eller införandet av jordbruk har diskuterats under lång tid och fortfarande återstår många frågor. Ganska exakt 3950 f.Kr. visar C14-dateringar runt om i Skandinavien att det skedde en stor förändring såväl kulturellt, där föregående jägarsamlar-kulturer ersattes av områdets första kultur (trattbägarkulturen eller TRB) med jordbruk och boskapsskötsel, och vegetationshistoriskt med tydliga spår av en medveten insats för att öppna landskapet för odlingen och boskapens skull. Den homogena spridningen av den första flintyxtypen inom TRB (spetsnackig flintyxa typ 1), som återfinns inom snart sagt hela den blivande nordgruppens område, från södra Danmark till Dalälven i Sverige och längs den norska kusten, antyder att ett neolitiskt försörjningssätt etablerades i hela detta område samtidigt. Pollenanalyser som visar spår efter ogräs och andra kulturväxter verkar bekräfta detta. Däremot är det oklart exakt varifrån nyheterna kom, vem eller vilka som drev på denna utveckling och hur själva skiftet förlöpte.

## Föremålstyper
Inom den karaktäristiska keramiken ingår från början främst trattbägare, men också en rad sinsemellan olika typer av kärlformer, såsom kragflaskor. Under mellanneolitikum kan man notera över 30 olika kärlformer och under denna tid var det vanligt med heltäckande dekor. En säregen variant var fotskålen men också lerskeden, vilka båda hade föregångare i södra Europa.
Bland föremålen märks främst spetsnackiga, tunnackiga och tjocknackiga flintyxor, vars typer avlöser varandra och därför kan användas för relativ datering och följa utvecklingen i landskapet. På vissa platser i Sverige, men inte i Danmark, finns stora antal med snarlika yxor men tillverkade av andra bergarter. Hit hör de så kallade yxboplatserna på Gotland. Dessa bergartsyxor kan påträffas i stort antal och varierar mycket till form och storlek.
Andra framträdande yxtyper som inte är lika många till antalet är mångkantsyxor från tidigneolitikum och dubbeleggade yxor från mellanneolitikum, vilka hade skafthål och ofta representerade en mycket hög hantverksskicklighet. Dessa kan också uppdelas i olika typer som efterträder varandra. Vid tillverkningen av dessa skafthålsyxor användes alltid massiv borr, och inte rörborr som introducerades under den efterföljande kulturen. Mer ovanliga är de runda skivklubborna, som dominerat på Jylland.
Bärnstenspärlor och kopparföremål är också kända, men koppar tycks så gott som enbart ha förekommit under den tidigare fasen eller under tidigneolitikum och inte under mellanneolitikum.
Skafttungepilar, eller tångepilspetsar, har ibland ansetts vara ett föremål som främst tillhör den gropkeramiska kulturen, men de förekommer likväl ofta inom trattbägarkulturen och har en utbredning som väl överensstämmer med andra föremålstyper från denna kultur.

## Megalitgravar
I södra och västra Sverige infördes ett nytt gravskick och man börjar där begrava ett mindre antal utvalda personer i megalitgravar, först i dösar och därefter i gånggrifter, vilka främst finns i Skåne, längs Västkusten samt på Falbygden i Västergötland. I stora delar av Mellansverige saknas megalitgravarna helt och hållet, liksom andra alternativa gravtyper. Det innebär att det fortfarande är oklart hur och var man gravlade den övriga delen av befolkningen.

## Övriga byggnader
Förutom megalitgravar byggdes flera andra typer av anläggningar. En av dem är de mycket stora så kallade centralplatser, omgärdade av träpalissader som kompletterats med omfattande diken och vallar, vilka i regel uppförts på näs eller vid sumpmarker, men vad det verkar inte i direkt anslutning till boplatser, men ändå i rikt befolkade områden. Palissaderna verkar inte alltid ha fungerat som försvarsanläggningar. Vissa är orimligt stora, medan andra har konkreta spår efter regelrätta strider med ett stort antal pilspetsar på strategiska platser. De som inte var försvarsanläggningar har troligen haft någon form av rituell funktion. Ett mindre antal är kända i Danmark, där fyndplatsen vid Sarup är en av de mest kända, samt någon enstaka i Sverige. I centrala Europa och på de brittiska öarna finns dock flera hundra.
En annan typ är de så kallade dödshus man hittat på några enstaka trattbägarboplatser i Danmark, där Tustrup är en av de mest kända platserna, men möjligen finns de också i Mellansverige.
En annan nyhet som kom under trattbägarkulturen är långhusen, med en enkel rad av takbärande stolpar, men dessa är mycket sällsynta i Skandinavien, men desto vanligare på kontinenten.

## Ekonomi
Etableringen av trattbägarkulturen och orsaken till övergången till en annan försörjning som baserades på odling och tamboskap är ett ämne för diskussion och olika uppfattningar förekommer fortfarande. En del menar att den började i Östersjöns södra kusttrakter mot kontinenten och långsamt spreds till andra områden, men det motsägs av spridningen av den äldsta typen av flintyxor som finns överallt inom trattbägarkulturens utbredningsomåde i Norden. En förklaring till uppkomsten kan vara att fångstbefolkningen från tidig mesolitikum hade intensiva kontakter med de äldsta delarna av bondebefolkningen söderut och på frivilliga grunder självmant anammade den främmande kulturen, men det motsägs delvis av att den föregående kulturen upphörde i samband med skiftet. Bruket av lerkärl i erteböllekulturen från ca 4800 f.Kr., liksom bergartyxorna visar dock att kontakter har pågått under en längre period. Danska fynd visar bland annat att man haft kontakter med bandkeramiska kulturen, vilket till exempel kan ses i keramikfynden. Boskapsskötsel och sädesodlingen etablerades omkring 4000 f.Kr.. Kulturen sprids väldigt fort över Sverige, och från 3700 f.Kr. finns trattbägarboplatser i Uppland, men då har det redan funnits flintyxor som är typiska för kulturen under tre hundra år.
Kända fyndplatser från den tidigneolitiska trattbägarkulturen är Vik på Österlen, Oxie och Värby i Skåne samt Östra Vrå i Södermanland. 
Tester av mitokondriellt DNA från ett litet antal förhistoriska individer utförda vid Stockholms universitet pekar på att trattbägarkulturen och den gropkeramiska kulturen har olika ursprung.
Trattbägarkulturen är även den första kulturen i Norden där det förekommer kopparfynd. På några fyndplatser har man funnit kopparyxor. Det verkar dock som kopparens väg söderifrån till Norden var tillfällig under några sekler, eftersom antalet föremål är mycket spartsamt under hela mellanneolitikum och uteblir så gott som helt under senneolitikum. Det är sedan först under slutet av senneolitikum eller snarare början på bronsåldern som koppar och då även brons åter börjar dyka upp i Norden, både söderifrån och västerifrån.

## Walternienburg-Bernburgkulturen
Walternienburg-Bernburgkulturen är en kulturgrupp som existerade under den mellanneolitiska perioden i mellersta Tyskland. Kulturen är en utlöpare av den mellanneolitiska trattbägarkulturen. Av de båda grupperna är Walterienburggruppen den äldsta och uppvisar stora likheter med den tidigare mellanneolitiska trattbägarkulturen i Skandinavinen. Bernburggruppen är en yngre grupp och kan sägas vara en avtappning på Walterienburggruppen och kan jämföras med den senare mellanneolitiska trattbägarkulturen i Skandinavien.
Båda kulturgrupperna är kända för sina boplatslokaler och gravplatser. Gravskicket är mycket varierande. Mest kända är de megalitiska gravkammarna. Andra typer av gravar är de träbyggda kamrarna och enkelbegravningar i stenkistor samt enkla jordgravar utan stenkamrar.
Walternienburggruppens keramiks huvudformer är av tunnväggig karaktär och liknas vid amforor. Andra former är kärl med skarpvinklade former och med olika typer av ornament intryckta på sidorna.
Bernburggruppens keramik har mer runda former, utan skarpa kanter vilket ger gruppen sin särart utanför Walternienburggruppen.
De båda gruppernas redskap och verktyg liknar varandra i mångt och mycket.